# ادواردو دیلانی
ادواردو دیلانی (به پرتغالی: Eduardo Delani Santos Leite) هافبک، مهاجم اهل برزیل است که در شهر برازیلیا و در تاریخ ۳ نوامبر ۱۹۸۱ به دنیا آمده‌است.
ادواردو دیلانی در تیم‌های فوتبال Bragantino سابقهٔ حضور دارد.